# The Palookas
The Palookas was een skaband uit Nederland. De band is in oktober 2001 gestart in Bergen op Zoom. Vanaf 2009 is de formatie verder gegaan onder de naam Bazzookas
The Palookas speelden volgens eigen zeggen skarock. Eigentijdse popnummers met de herkenbare ska-offbeat.

## Bandleden
- Charles Dons- Zang en Gitaar,
- Marcel van Gastel- Drums,
- Bart Heijs- Basgitaar,
- Arjen Rommens- Keyboards,
- Jelle Wils- Saxofoon,
- René Kabboord- Trompet,
- Niek Melchers- Trombone

## Discografie
| Jaar | Naam album                               |
| ---- | ---------------------------------------- |
| 2001 | The Palookas                             |
| 2004 | The Warming up                           |
| 2006 | The Right Choice                         |
| 2007 | Better Live Than Never (Boombax Records) |
| 2008 | Better Live Than Never (Megalith)        |